# Dactilia
En biología, dactilia es la disposición  de los dedos en manos, pies o a veces en las alas de un animal tetrápodo. Viene del griego δακτυλος (dactilos) = "dedo".
A veces se usa la terminación "-dactilia" y los adjetivos derivados terminando en –"dáctilo" o "-dáctil".

## Pentadactilia
Pentadactilia (del griego  pente-="cinco" más δακτυλος = "dedo") es el estado de la extremidad en que se presentan cinco dedos. Se cree que todos los tetrápodos son descendientes de un ancestro con extremidades pentadáctiles, aunque muchas especies han perdido o transformado algunos o todos los dedos en el proceso evolutivo. Sin embargo, este punto de vista fue desafiado por un ensayo de Stephen Jay Gould. Las variaciones individuales que se detallan más adelante siguen sin embargo relacionadas con el modelo original de cinco dedos.

## Tetradactilia
Tetradactilia (del griego tetra-="cuatro" más δακτυλος = "dedo") es el estado de la extremidad que tiene cuatro dedos, como en muchos anfibios, aves y dinosaurios terópodos. Algunos mamíferos también presentan tetradactilia (por ejemplo los puercos y en la extremidad posterior en perros y gatos).

## Tridactilia
Tridactilia (del griego  tri- = "tres" más δακτυλος = "dedo") es el estado de la extremidad que tiene tres dedos, como en rinocerontes y en los ancestros del caballo tales como Protohippus y Hipparion. Todos estos pertenecen a Perissodactyla. Algunas aves tienen también tres dedos, como los emúes, avutardas y colines.

## Didactilia
Didactilia (del griego  di-="dos" más δακτυλος = "dedo") o  bidactilia es el estado de la extremidad que tiene dos dedos, como en  Choloepus didactylus. En humanos este nombre se usa para una anormalidad en la cual faltan los dedos del medio, quedando sólo el pulgar y el meñique, o dedo gordo y pequeño, en manos y pies. Los mamíferos de pezuña hendida como ciervos, ovejas y reses, pertenecientes a Artiodactyla tienen sólo dos dedos funcionales en cada pata. Los avestruces también son didáctilos.

## Monodactilia
Monodactilia (del griego  monos- = "uno" más δακτυλος = "dedo") es el estado de la extremidad que tiene un único dedo, como en los caballos modernos. Estos pertenecen a Perissodactyla.

## Sindactilia

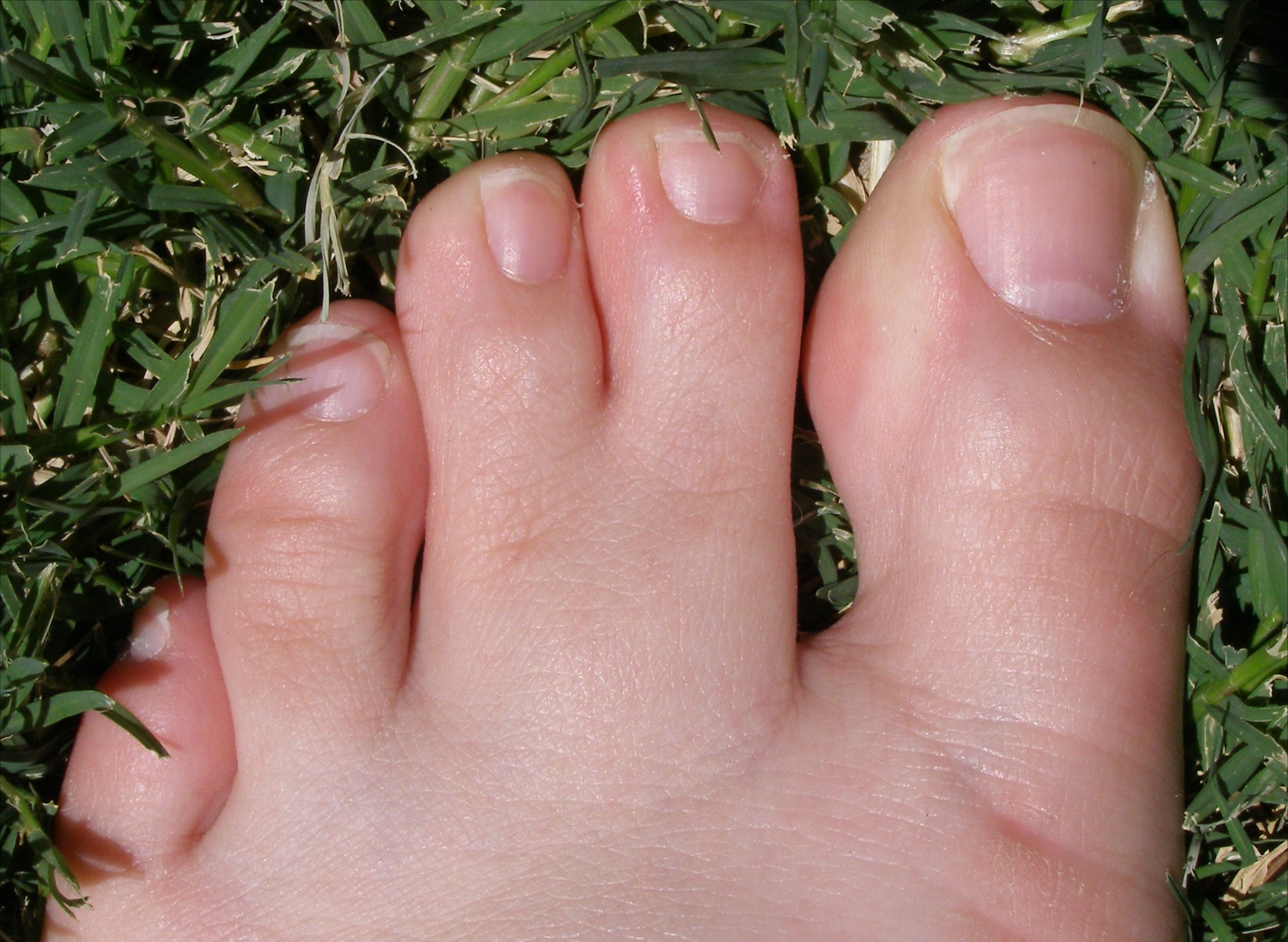
Pie humano con sindactilia parcial simple.

Sindactilia (del griego συν- = "junto" más δακτυλος = "dedo") es el estado de la extremidad que tiene dos o más dedos fusionados juntos. Ocurre normalmente en algunos mamíferos, como en el primate siamang y en la mayoría de los marsupiales diprotodóntidos como los canguros. Es un estado inusual en los humanos.

## Polidactilia
Polidactilia (del griego πολυ- = "muchos" más δακτυλος = "dedo") (o, en humanos, hiperdactilia, del griego hyper- = "demasiados" más δακτυλος = "dedos") es un estado en que la extremidad tiene un número de dedos superior al normal. Este puede ser:
- Como resultado de una anormalidad congénita en animales normalmente pentadáctilos. La polidactilia es muy común en los gatos domésticos. Para más información vea Polidactilia.
- La polidactilia en los tetrápodos primitivos acuáticos, como Acanthostega gunnari (Jarvik 1952), el cual es uno de los géneros del tronco de los tetrápodos que en número creciente se conocen del Devónico Superior, los que están aportando una visión sobre la aparición de los tetrápodos y el origen las extremidades con dedos. Este estado ocurre también secundariamente en algunos tetrápodos más tardíos, como los ictiosaurios.

## Hipodactilia
Hipodactilia (del griego hypo- = "demasiado pocos" más δακτυλος = "dedo") es el tener desde el nacimiento menos dedos de los normales para la especie.

## Ectrodactilia
Ectrodactilia es la ausencia congénita de todo o parte de uno o más dedos. Este término se usa para una variedad de estados desde afalangia (en la cual faltan algunas de las falanges o huesos de los dedos), hasta adactilia (la ausencia de un dedo).
Una fusión de casi todos los dedos de manos y pies es ectrodactilia. Este es un estado que afecta a aproximadamente a una de cada noventa y una mil personas. Es notoriamente más común en Vadoma, Zimbabue.

## Esquizodactilia
Esquizodactilia es un término aplicado a primates para el agarrarse y colgarse con el segundo y el tercer dedo en vez de con el pulgar y el segundo (índice).

## En aves

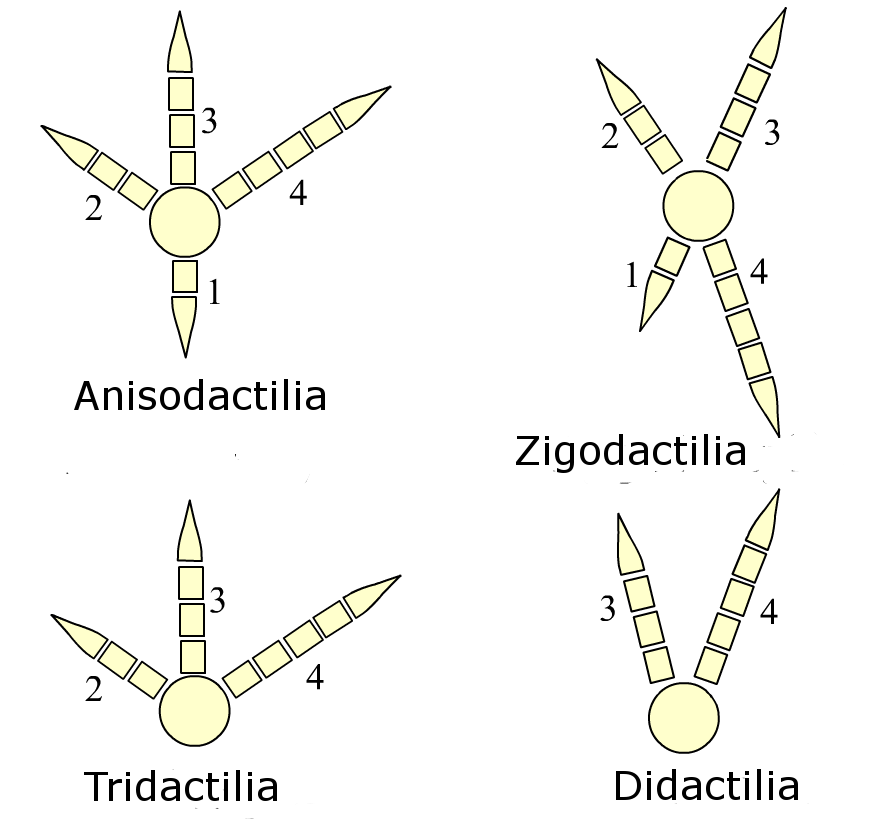
Tipos de pies de aves.

### Anisodactilia
Anisodactilia es la disposición más frecuente de los dedos en las aves, con tres dedos adelante y uno atrás (el hallux, dedo posterior). Esta disposición es común entre los paseriformes, así como en aves de presa como águilas, gavilanes y halcones. Sirve para agarrarse a la percha o para sujetar además a la presa en las rapaces. En casos como el de Jacana, sus largos dedos le permiten sostenerse sin hundirse sobre la vegetación flotante al aumentar la superficie de apoyo. El hallux se reduce y separa del suelo o puede faltar (ñandú) en las aves caminadoras.

### Sindactilia
Sindactilia, en las aves, es como la anisodactilia, excepto que se fusionan el tercer y el cuarto dedos (el externo y el del medio de los delanteros), como es característico de los Coraciiformes (martín pescadores, abejarucos, carracas y relacionados). O se fusionan  los tres delanteros (del segundo al cuarto) como en el martín pescador Ceryle alcyon (Martín Gigante Norteamericano).  

### Zigodactilia
Zigodactilia (del griego ζυγον, un yugo) es una disposición de los dedos en las aves con dos dedos adelante (dedos 2 y 3) y dos atrás (dedos 1 y 4). Esta disposición es más común en especies arborícolas, particularmente aquellas trepadoras de troncos o que deambulan por las ramas. La zigodactilia existe en loros, carpinteros, tucanes, cucos y algunos búhos.

### Heterodactilia
Heterodactilia es como la  zigodactilia, excepto que los dedos 3 y 4 apuntan adelante y los dedos 1 y 2 apuntan atrás. Esta disposición se encuentra sólo en los trogoniformes.

### Pamprodactilia
Pamprodactilia es una disposición en la cual los cuatro dedos apuntan hacia adelante.  Es característica de los vencejos (Apodidae). La uña del primer dedo es usada en los vencejos para colgarse.